# Sự kiện đèo Dyatlov
Sự kiện đèo Dyatlov là một sự cố, trong đó chín người đi bộ leo núi đã chết một cách bí ẩn vào đêm ngày 2 tháng 2 năm 1959 ở bắc dãy núi Ural. Đèo Dyatlov được đặt theo tên của trưởng nhóm là Igor Dyatlov.
Vụ việc liên quan đến một nhóm chín người đi bộ trượt tuyết có kinh nghiệm, đều từ Viện Bách khoa Ural (tiếng Nga: Уральский политехнический институт, УПИ). Họ đã dựng trại qua đêm trên sườn núi Kholat Syakhl. Các nhà điều tra sau đó xác định rằng những người trượt tuyết đã xé rách lều từ bên trong, bỏ đi khỏi khu cắm trại, có thể để thoát khỏi một mối đe dọa sắp xảy ra. Một số chạy bằng chân đất, dưới tuyết rơi dày dưới 0 °C. Sau khi xác của nhóm được phát hiện, một cuộc điều tra của chính quyền Liên Xô đã xác định rằng sáu người đã chết vì hạ thân nhiệt, ba thi thể còn lại có dấu hiệu chấn thương vật lí. Một nạn nhân đã có một hộp sọ bị nứt; hai người bị nứt xương ngực.. Chính quyền Liên Xô xác định rằng một "lực hấp dẫn không xác định" đã gây ra cái chết; việc đi vào khu vực này sau đó bị ngăn chặn đối với người đi bộ đường dài và các nhà thám hiểm trong ba năm sau khi vụ việc xảy ra. Do không có người sống sót, trình tự diễn ra của sự kiện vẫn còn chưa chắc chắn, mặc dù một số các giả thuyết đã được đưa ra, một số nói đó là một trận tuyết lở, một tai nạn quân sự, hoặc một cuộc đụng độ thù địch với người bản địa,...

## Tìm kiếm và phát hiện

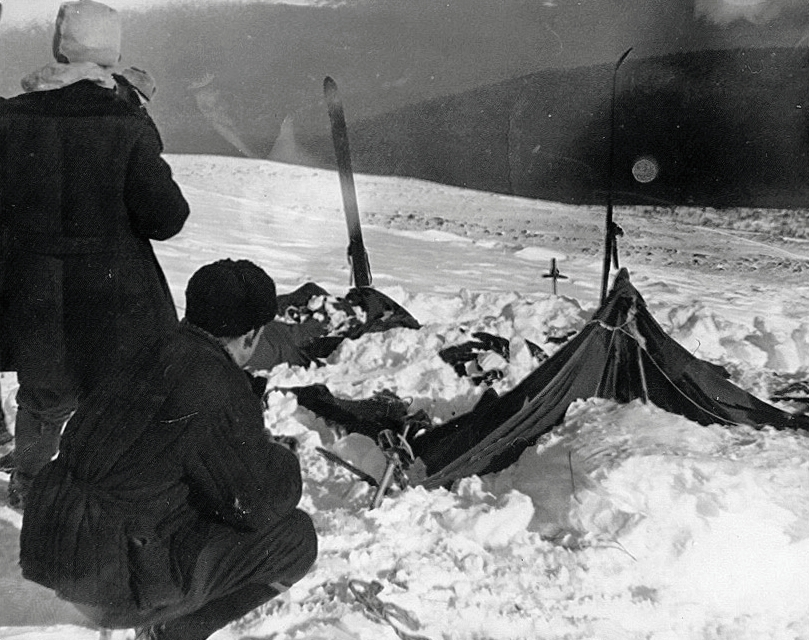
Căn lều được những người cứu hộ tìm thấy ngày 26 tháng 2 năm 1959 với các vết rách toạc được cắt từ bên trong ra.

Trước khi đi, Dyatlov đã đồng ý rằng anh sẽ gửi một điện tín cho câu lạc bộ thể thao của họ ngay sau khi nhóm trở lại Vizhai. Người ta dự kiến rằng điều này sẽ xảy ra không muộn hơn ngày 12 tháng 2, nhưng Dyatlov đã nói với Yudin, trước khi Yudin rời khỏi nhóm, rằng anh dự kiến sẽ lâu hơn. Khi ngày 12 đã trôi qua và không nhận được điện tín, không ai đã phản ứng ngay vì lúc đó các chuyến đi như vậy bị trễ một vài ngày là bình thường. Mãi đến khi thân nhân của những người tham gia đoàn thám hiểm yêu cầu tiến hành tìm kiếm cứu hộ vào ngày 20 tháng 2 thì người đứng đầu của Viện mới phái các nhóm cứu hộ đầu tiên, bao gồm các sinh viên tình nguyện và giáo viên. Sau đó, quân đội và các lực lượng cảnh sát Xô Viết được lệnh tham gia tìm kiếm với máy bay và trực thăng.
Vào ngày 26, đội tìm kiếm tìm thấy lều của nhóm bị bỏ hoang và bị hư hỏng nặng trên Kholat Syakhl. Khu vực cắm trại làm mọi người rất hoang mang. Mikhail Sharavin, sinh viên đã tìm thấy chiếc lều, cho biết "chiếc lều đã bị phá rách một nửa và bị tuyết bao phủ. Nó trống rỗng, tất cả đồ đạc và giày của nhóm đã bị bỏ lại." Các nhà điều tra cho biết lều đã bị cắt ra từ bên trong. Tám hoặc chín bộ dấu chân được để lại bởi những người chỉ mang tất, một chiếc giày hoặc thậm chí còn đi chân không. Các dấu chân dẫn xuống phía cạnh của một khu rừng gần đó, ở phía đối diện của đèo, 1,5 km về phía đông bắc. Tuy nhiên, sau 500 mét những dấu vết này đều bị tuyết bao phủ. Tại rìa rừng, dưới một cây thông Siberi lớn, những người tìm kiếm tìm thấy các dấu vết của một bếp lửa nhỏ, cùng với hai thi thể đầu tiên của Krivonischenko và Doroshenko, không mang giày và chỉ mặc đồ lót. Các nhánh cây bị gãy cao tới năm mét, cho thấy rằng một trong những người trượt tuyết đã trèo lên để tìm kiếm một cái gì đó, có lẽ là trại. Giữa cây tuyết tùng và trại, đội tìm kiếm phát hiện thêm ba xác chếtː Dyatlov, Kolmogorova và Slobodin. Tư thế chết của họ cho thấy rằng họ đã cố gắng để trở về lều. Mỗi thi thể đã được tìm thấy riêng ở khoảng cách lần lượt là 300 m, 480 và 630 mét từ cây thông.
Việc tìm kiếm bốn người còn lại mất hơn hai tháng. Bốn người còn lại cuối cùng đã được tìm thấy vào ngày 4 tháng 5 dưới bốn mét tuyết trong một khe núi sâu 75 mét trong rừng từ cây thông. Ba trong bốn thi thể mặc nhiều quần áo hơn so với những người khác, và có dấu hiệu cho thấy những người đã chết đầu tiên đã chuyển quần áo của mình cho những người còn lại. Dubinina mặc cái quần bị cháy và rách của Krivonishenko và chân trái và cẳng chân của cô được bọc trong một chiếc áo khoác rách
Một phát hiện đáng chú ý bên cạnh bốn người còn lại là một máy ảnh xung quanh cổ Zolotariov. Chiếc máy ảnh này đã không được báo cáo là đã được một phần của thiết bị. Ngoài ra, bộ phim trong máy ảnh đã được báo cáo là đã bị nước gây hỏng.

## Điều tra
Một cuộc điều tra pháp lý đã bắt đầu ngay sau khi năm thi thể đầu tiên được tìm thấy. Kiểm tra y tế cho thấy không có thương tích nào có thể dẫn đến cái chết của họ, và cuối cùng kết luận rằng tất cả đã chết vì hạ thân nhiệt. Slobodin có một vết nứt nhỏ trong hộp sọ, nhưng nó không được coi là vết thương chí mạng.
Một cuộc kiểm tra bốn thi thể được tìm thấy vào tháng Năm đã thay đổi suy đoán về những gì đã xảy ra trong vụ việc. Ba trong số những người đi bộ trượt tuyết bị thương nặng: Thibeaux-Brignolles bị tổn thương sọ nghiêm trọng, và xương ngực Dubinina và Zolotaryov đều bị nứt mạnh. Theo ông Vladimir Vozrozhdenny, lực cần thiết để gây ra thương tích như vậy sẽ cực kỳ lớn, tương đương với lực của một vụ tai nạn xe hơi. Đáng chú ý, các thi thể không có vết thương bên ngoài nào có thể làm gãy xương, như thể chúng phải chịu một áp lực rất lớn.
Cả bốn thi thể được tìm thấy dưới đáy lạch trong dòng nước chảy đều bị tổn thương mô mềm ở đầu và mặt. Ví dụ, Dubinina bị thiếu lưỡi, mắt, một phần môi, mô mặt và một mảnh xương sọ, trong khi Zolotaryov bị mất nhãn cầu, Aleksander Kolevatov mất lông mày. V. A. Vozrozhdenny, chuyên gia pháp y thực hiện khám nghiệm tử thi, đánh giá rằng những thương tích này đã xảy ra sau khi chết do vị trí của các thi thể trong dòng suối.
Có suy đoán ban đầu rằng người Mansi bản địa đã tấn công và sát hại nhóm này vì đã xâm phạm đất đai của họ, nhưng cuộc điều tra chỉ ra rằng bản chất của cái chết của họ không ủng hộ giả thuyết này; chỉ có dấu chân của những người trong nhóm là có thể được tìm thấy và không có dấu hiệu đấu tay đôi.
Mặc dù nhiệt độ rất thấp, khoảng −25 đến −30 °C (−13 đến −22 °F) trong một cơn bão tuyết, các thi thể mặc rất ít quần áo. Một số người trong số họ chỉ có một chiếc giày, trong khi những người khác không có giày hoặc chỉ đi tất. Một số người được tìm thấy quấn trong những mảnh quần áo bị xé toạc dường như đã bị cắt ra từ những người đã chết.
Các nhà báo đưa tin về các phần của các hồ sơ điều tra:
- Sáu thành viên trong nhóm đã chết vì hạ thân nhiệt và ba người bị thương nặng.
- Không có dấu hiệu của bất kì ai khác gần đó trên Kholat Syakhl ngoài chín du khách.
- Chiếc lều đã bị xé toạc từ bên trong.
- Các nạn nhân đã chết sáu đến tám giờ sau bữa ăn cuối cùng của họ.
- Dấu vết từ trại cho thấy tất cả các thành viên trong nhóm tán thành đi bộ rời khỏi khu cắm trại.
- Mức độ phóng xạ cao chỉ được tìm thấy trên quần áo của một nạn nhân.
- Để xua tan lý thuyết về một cuộc tấn công của người Mansi bản địa, Vozrozhdenny tuyên bố rằng những vết thương chí mạng của ba thi thể không thể do một người khác gây ra, "bởi vì lực của những cú đánh quá mạnh và không có mô mềm nào bị tổn thương ".
- Các tài liệu được phát hành không chứa thông tin về tình trạng về nội tạng của những người trượt tuyết.
- Không có người sống sót sau vụ việc.

Tại thời điểm phán quyết là các thành viên trong nhóm đã chết vì một lực lượng tự nhiên. Cuộc điều tra chính thức chấm dứt vào tháng 5 năm 1959 do sự vắng mặt của một đảng. Các tập tin đã được gửi đến một kho lưu trữ bí mật.
Vào ngày 12 tháng 4 năm 2018, thi thể của Zolotarev đã được khai quật theo ý kiến của các nhà báo của tờ báo Nga Komsomolskaya Pravda. Kết quả mâu thuẫn đã thu được: một trong các chuyên gia tuyên bố rằng các vết thương giống như một người bị xe đâm, và phân tích DNA không cho thấy bất kỳ sự tương đồng nào với DNA của người thân còn sống. Ngoài ra, cái tên Semyon Zolotarev không có trong danh sách chôn cất tại nghĩa trang Ivanovskoye. Tuy nhiên, việc tái tạo khuôn mặt từ hộp sọ khớp với các bức ảnh sau chiến tranh của Zolotarev, mặc dù các nhà báo bày tỏ sự nghi ngờ rằng một người khác đã ẩn náu dưới tên của Zolotarev sau Thế chiến II.
Vào tháng 2 năm 2019, chính quyền Nga đã mở lại cuộc điều tra về vụ việc, mặc dù chỉ có ba lời giải thích khả thi đang được xem xét: một trận tuyết lở, một phiến tuyết lở hoặc một cơn bão. Khả năng đây là một vụ án mạng đã giảm.